# Herreruela de Oropesa (kommunhuvudort)
Herreruela de Oropesa är en kommunhuvudort i Spanien.   Den ligger i provinsen Toledo och regionen Kastilien-La Mancha, i den centrala delen av landet, 140 km väster om huvudstaden Madrid. Herreruela de Oropesa ligger 380 meter över havet och antalet invånare är 520.
Terrängen runt Herreruela de Oropesa är platt. Runt Herreruela de Oropesa är det glesbefolkat, med 9 invånare per kvadratkilometer. Närmaste större samhälle är Lagartera, 4,0 km nordost om Herreruela de Oropesa. Omgivningarna runt Herreruela de Oropesa är huvudsakligen savann.